# White T-Shirt
White T-Shirt est le premier album de la chanteuse australienne Micky Green contenant 14 chansons produites par Renaud Letang et composées par M. Gehrmann. Il est sorti en 2007. L'album est réédité en SlidePac en 2008, avec une chanson bonus. Fin décembre 2008, une nouvelle édition est lancée : nommée Edition limitée de Noël - Digipack, elle comprend trois chansons bonus dont une reprise, The Song Formerly Known As.

## Liste des titres
1. Oh!
2. The Catch
3. Begin to Fade
4. Now It's Gone
5. Shoulda
6. Some Sun
7. Empty Tins
8. White T-Shirt
9. If the Light
10. Baby
11. Did It
12. Nothing to Prove
13. Maybe
14. Outro
15. Oh! [Remix] (Remixed by Renaud Letang & M. Gehrmann) [Bonus Track]
16. Shoulda [Remix] [Bonus Track]
17. Begin to Fade [Remix] [Bonus Track]
18. The Song Formerly Known As [Bonus Track]

## Classement des ventes
| Pays                  | Meilleure position |
| --------------------- | ------------------ |
| France                | 12                 |
| France Téléchargement | 6                  |
| Suisse                | 88                 |